# Balansun
Balansun é uma comuna francesa na região administrativa da Nova Aquitânia, no departamento dos Pirenéus Atlânticos. Estende-se por uma área de 11 km². Em 2010 a comuna tinha 302 habitantes (densidade: 27,5 hab./km²).
O topônimo Balansun foi mencionado pela primeira vez no ano de 1205.

## Geografia

### Situação
Balansun é uma comuna da antiga província de Béarn, situada a 7 km a leste de Orthez.

### Acesso
A comuna é servida pela estrada departamental 946.

### Hidrografia
Situada na bacia hidrográfica do rio Adour, a comuna é atravessada pelo ribeirão de Clamondé, um afluente do rio Gave de Pau.

## Economia
A atividade econômica é essencialmente voltada para a agricultura.